# Segestria saeva
Segestria saeva är en spindelart som beskrevs av Charles Athanase Walckenaer 1837. Segestria saeva ingår i släktet ormspindlar, och familjen sexögonspindlar. Inga underarter finns listade i Catalogue of Life.